# Emico ed etico
Emic e etic sono termini usati nelle scienze sociali e del comportamento, ideati dal linguista Kenneth L. Pike mutuandoli dalle desinenze delle parole inglesi phonemics (fonologia) e phonetics (fonetica). I due termini vengono solitamente tradotti in italiano con l'espressione emico-etico.
In antropologia il termine emico si riferisce al punto di vista degli attori sociali, alle loro credenze e ai loro valori (ottica del nativo).
Etico si riferisce invece alla rappresentazione dei medesimi fenomeni ad opera del ricercatore (ottica "scientifica", o dell'osservatore).